# Domein Het Kasteeltje

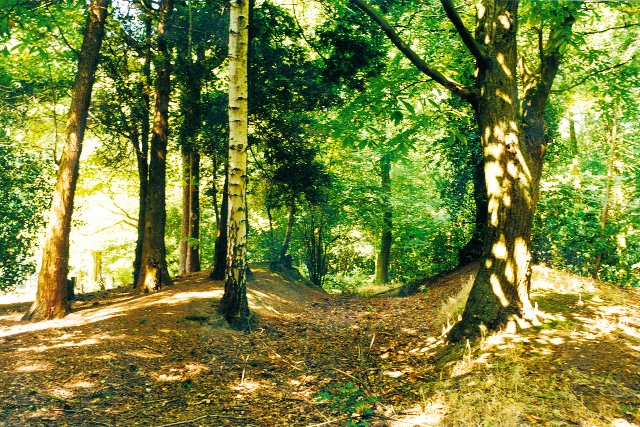
Park bij het Kasteeltje

Domein Het Kasteeltje is een landhuis in de Vlaams-Brabantse plaats Begijnendijk, gelegen aan de Kasteelstraat 56.

## Geschiedenis
Het omliggende gebied behoorde tot de Abdij van Averbode. Dit voormalig heidegebied werd in de loop van de 18e eeuw ontgonnen. Vanaf 1738 werden nieuwe dreven aangelegd en werd de heide met naaldhout beplant: het Bois de l'Abbaye d'Averbode. Op het kruispunt van twee dreven kwam een huis van plaisantie dat bekend stond als Kasteeltje of Papenhofke.
Tijdens de Franse Revolutie (omstreeks 1796) werd het goed onteigend en openbaar verkocht. Het kwam in handen van particulieren. In de jaren '80 van de 19e eeuw werd het omgrachte 18e-eeuws hoofdgebouw gesloopt. Enkele tientallen meter verderop werd omstreeks 1890 een nieuw landhuis gebouwd onder mansardedaken, in opdracht van kandidaat-notaris Ferdinand Daels.
Hoewel het geometrisch drevenpatroon nog in de loop der wegen aanwezig is, werd het bos gerooid ten behoeve van de landbouw.
Het landhuis wordt nog omringd door een landschapspark en er zijn nog enkele dienstgebouwen aanwezig.